# Nautilocalyx cordatus
Nautilocalyx cordatus är en tvåhjärtbladig växtart som först beskrevs av Henry Allan Gleason, och fick sitt nu gällande namn av L.E. Skog. Nautilocalyx cordatus ingår i släktet Nautilocalyx och familjen Gesneriaceae. Inga underarter finns listade i Catalogue of Life.